# Bornay
Bornay är en kommun i departementet Jura i regionen Bourgogne-Franche-Comté i östra Frankrike. Kommunen ligger i kantonen Lons-le-Saunier-Sud som tillhör arrondissementet Lons-le-Saunier. År 2022 hade Bornay 182 invånare.

## Befolkningsutveckling
Antalet invånare i kommunen Bornay
Referens:INSEE